# Halle Open 2010
L'Halle Open 2010, conosciuto anche come Gerry Weber Open per motivi di sponsorizzazione, è stato un torneo di tennis giocato sull'erba. Era la 18ª edizione del Halle Open, che fa parte della categoria ATP World Tour 250 series nell'ambito dell'ATP World Tour 2010. Si è giocato al Gerry Weber Stadion di Halle in Germania, dal 5 al 13 giugno 2010.
Lleyton Hewitt ha vinto il torneo del singolare battendo in finale Roger Federer. L'australiano, testa di serie numero 8, si è imposto in tre set: 3–6, 7–6(4), 6–4.
Hewitt non batteva Federer da sette anni: nel 2003 superò il rivale in Coppa Davis a Melbourne. In seguito il ventinovenne australiano aveva perso le ultime 15 sfide giocate contro Federer. Il ventottenne di Basilea ha così fallito l'obiettivo del sesto titolo ad Halle, dopo quello vinto nel 2008 ed i 4 titoli consecutivi tra il 2003 ed il 2006. Sull'erba tedesca non perdeva dal 2002, quando fu sconfitto in semifinale da Nicolas Kiefer.
Per Hewitt, ex numero uno del mondo e vincitore di Wimbledon nel 2002, è il titolo numero 28 nel circuito ATP. L'australiano di Adelaide non conquistava un titolo sull'erba dal 2006, quando vinse il titolo al Queen's.

## Partecipanti

### Teste di serie
| Giocatore           | Nazionalità | Ranking* | Testa di serie |
| ------------------- | ----------- | -------- | -------------- |
| Roger Federer       | Svizzera    | 1        | 1              |
| Nikolaj Davydenko   | Russia      | 5        | 2              |
| Michail Južnyj      | Russia      | 14       | 3              |
| Juan Carlos Ferrero | Spagna      | 18       | 4              |
| Radek Štěpánek      | Rep. Ceca   | 20       | 5              |
| Jürgen Melzer       | Austria     | 27       | 6              |
| Marcos Baghdatis    | Cipro       | 30       | 7              |
| Lleyton Hewitt      | Australia   | 33       | 8              |

- Le teste di serie sono basate sul ranking al 31 maggio 2010.

### Altri partecipanti
I seguenti giocatori hanno ricevuto una wild card per il tabellone principale:
- Andreas Beck
- Nicolas Kiefer
- Miša Zverev

I seguenti giocatori sono passati dalle qualificazioni:

- Rohan Bopanna
- Aleksandr Kudrjavcev
- Mikhail Ledovskikh
- Dominik Meffert (come Lucky Loser)
- Noam Okun

## Campioni

### Singolare
Lleyton Hewitt ha battuto  Roger Federer con il punteggio di 3–6, 7–6(4), 6–4

### Doppio
Serhij Stachovs'kyj /  Michail Južnyj hanno battuto  Martin Damm /  Filip Polášek con il punteggio di 4–6, 7–5, [10–7]